# ストゥデーンカ - ヴェルジョヴィツェ線
ストゥデーンカ～ヴェルジョヴィツェ線（チェコ語: Železniční trať Studénka–Veřovice）は、チェコ国鉄の鉄道線の名称である。路線番号は271。
1881年、ストゥデーンカ・シトランベルク鉄道により、シトランベルク以北が開業した。1896年に、シトランベルク・ヴェルジョヴィツェ地方鉄道により、残りの区間が開通した。2025年度より、プルジェロフ - ボフミーン線の支線としての扱いとなり、路線番号が325から271に変更となった。

## 運行形態
快速と普通が運行している。

### 快速「スピェシニー(Sp)」
- オストラヴァ - ストゥデーンカ - ヴェルショヴィツェ
4時間サイクルに3本の運行で、平日の午後は毎時1本の運行となる。夏季は本数が減少し、2時間に1本、平日午後に限り4時間サイクルに3本の運行となる。ストゥデーンカ以北は271号線の本線に直通する。
過去の運行形態
2019年末にオストラヴァ - シトランベルク間で運行を開始した。一日あたりの本数は、平日4往復、土曜日は北行1本、休日は南行1本のみの運行であった。当初は、北行のうち3本がストコニツェとセドルニツェを通過していた。
2022年度以降、全て各駅停車となった。
2023年度以降、一日あたり平日7往復、土曜・休日2.5往復に増発された。平日のうち1往復はコプルジヴニツェ以北のみの運行であった。
2024年度以降、平日はシトランベルクまで7往復運行する様になった。休日は。南行が3本から5本に、北行が2本から3本に増発された。
2025年度以降、4時間サイクルに3本（夏季以外の平日午後は毎時1本、夏季は平日午後を除き2時間に1本）の運行となった。運行区間もヴェルショヴィツェまで延長となった。

- ストゥデーンカ - ヴェルショヴィツェ　【土曜・休日運行】
片道のみ、土曜に一日1本運行。各駅に停車する。
2019年末に運行を開始した。当初はストゥデーンカ発シトランベルク行が土曜・休日に運行していたが、2023年度より土曜日限定の運行となった。2025年度より、土曜・休日に一日1往復の運行となった他、ヴェルショヴィツェまで運行区間が拡大した。

### 普通
- オストラヴァ - オストラヴァ空港 - ヴェルショヴィツェ
4時間に1本の運行で、平日の午後は運行しない。夏季は本数が増加し、2時間に1本、平日午後に限り4時間に1本の運行となる。快速と合わせて、毎時1本の運行が確保されている。オストラヴァ空港以南を普通として運行し、オストラヴァ空港以北は快速として271号線の本線に直通する。
2025年度より運行を開始した。

- ストゥデーンカ - ヴェルショヴィツェ
早朝・深夜中心の運行。また、ストゥデーンカ～セドルニツェ間には、オストラヴァ方面 - オストラヴァ空港の列車も乗り入れる。
2024年度以前は1～2時間に1本の運転であった。2020,21年度は、土曜・休日のうち南行片道2本が、シトランベルク以北快速（ただし各駅停車）として運行していた。また、ストゥデーンカ～シトランベルクとコプルジヴニツェ～ヴェルショヴィツェの２系統に分かれる列車も多かった。

## 駅一覧
以下では、チェコ国鉄271号線の駅と営業キロ、停車列車、接続路線などを一覧表で示す。271号線の他の区間（ボフミーン - フラニツェ、オストラヴァ空港間）についてはプルジェロフ - ボフミーン線を参照。なお、全て各駅停車である。
| 路線名 | 駅名                   | 駅間営業キロ | 累計営業キロ | Sp | Os | 接続路線                                                        | 所在地                 | 所在地               |
| ------ | ---------------------- | ------------ | ------------ | -- | -- | --------------------------------------------------------------- | ---------------------- | -------------------- |
| 271    | ストゥデーンカ駅       | -            | 0.0          | ■  | ■  | ブルノ/プラハ方面、オストラヴァ方面 279号線（ビーロヴェツ方面） | モラヴィア・スレスコ州 | ノヴィー・イチーン郡 |
| 271    | セドルニツェ駅         | 7.5          | 7.5          | ■  | ■  | オストラヴァ空港方面（*1）                                      | モラヴィア・スレスコ州 | ノヴィー・イチーン郡 |
| 271    | スコトニツェ駅         | 2.6          | 10.1         | ■  | ■  | オストラヴァ空港方面（*2）                                      | モラヴィア・スレスコ州 | ノヴィー・イチーン郡 |
| 271    | プルジーボル駅         | 3.0          | 13.1         | ■  | ■  |                                                                 | モラヴィア・スレスコ州 | ノヴィー・イチーン郡 |
| 271    | コプルジヴニツェ停留所 | 3.7          | 16.8         | ■  | ■  |                                                                 | モラヴィア・スレスコ州 | ノヴィー・イチーン郡 |
| 271    | コプルジヴニツェ駅     | 1.0          | 17.8         | ■  | ■  |                                                                 | モラヴィア・スレスコ州 | ノヴィー・イチーン郡 |
| 271    | シトランベルク駅       | 1.9          | 19.7         | ■  | ■  |                                                                 | モラヴィア・スレスコ州 | ノヴィー・イチーン郡 |
| 271    | ジェンクラヴァ駅       | 2.4          | 22.1         | ■  | ■  |                                                                 | モラヴィア・スレスコ州 | ノヴィー・イチーン郡 |
| 271    | ヴェルジョヴィツェ駅   | 3.9          | 26.0         | ■  | ■  | 323号線（メジルジーチー方面、オストラヴァ方面）                 | モラヴィア・スレスコ州 | ノヴィー・イチーン郡 |

(*1): 2015年4月13日開業。
(*2): 2024年12月15日運行開始。オストラヴァ空港まで6.4km。